# Roscoe Tanner
Roscoe Tanner (født 15. oktober 1951 i Chattanooga, Tennessee, USA) er en tidligere amerikansk tennisspiller, der var professionel fra 1968 til 1985. Han nåede igennem karrieren at vinde 16 single- og 13 doubletitler, og hans bedste placering på ATP's verdensrangliste var en 4. plads, som han opnåede i 1979.

## Grand Slam
Tanners bedste Grand Slam-resultat i singlerækkerne var hans sejr ved Australian Open i 1977. Her besejrede han i finalen argentineren Guillermo Vilas. Han er dog muligvis mere kendt for sit finalenederlag til Björn Borg ved Wimbledon i 1979. Efter en dramatisk 5-sæts kamp vandt Borg titlen for fjerde år i træk. 